# Kościół św. Jerzego w Wornianach
Kościół św. Jerzego – rzymskokatolicki kościół w Wornianach, na Białorusi, wzniesiony w XVIII w. na miejscu starszej świątyni.
Należy do parafii św. Jerzego w Wornianach.

## Historia
Kościół św. Jerzego w Wornianach został zbudowany w latach 1767-1768 według projektu A. Kosakowskiego, w stylu późnobarokowym. Jego fundatorką była Marcjanna Abramowicz. W latach 1880 i 1909, będąc nieprzerwanie czynnym, był przebudowywany.
W 1948 władze radzieckie poleciły zamknąć kościół i urządzić w nim kino. Następnie funkcjonowała tutaj dyskoteka, co spowodowało całkowitą dewastację wystroju wnętrza. Parafia rzymskokatolicka odzyskała obiekt w 1989, wtedy też budowlę gruntownie odnowiono. Powtórna konsekracja obiektu miała miejsce 11 kwietnia 1990.

## Architektura
Kościół wzniesiony został w stylu późnobarokowym. Posiada nawę główną oraz nawę poprzeczną, nakryte sklepieniem kolebkowym. Wejście do obiektu prowadzi przez niewielki, niski przedsionek z trójkątnym szczytem. Frontowa elewacja obiektu zdobiona jest wiązkami pilastrów i gzymsami, wieńczy ją szczyt flankowany dwiema wieżami, na których zbudowano kopulaste hełmy. Skromniej dekorowane są elewacje boczne, na których umieszczono pary pilastrów.
Kościół otacza ogrodzenie z bramą wejściową, łączące się z dwoma symetrycznie ustawionymi względem świątyni budynkami z 1770: murowaną plebanią i domem aptekarza. W obydwu zachowały się oryginalne sienie, klatki schodowe i sklepienia krzyżowe na kondygnacji parterowej. Taki kompleks architektoniczny jest częścią barokowego układu całego miasteczka, obok kompleksu pałacowego Abramowiczów (niezachowanego w pierwotnej postaci - pałac spłonął po I wojnie światowej, przetrwały obiekty gospodarcze i część parku) oraz położonego między nimi placu z domami mieszkalnymi.